# JAWEYE
JAWEYE（ジョアイ）は、日本の5人組ロックバンド。

## メンバー

### 現在のメンバー
上田浩平 （うえだ　こうへい）（ギター、ボーカル）* Twitter
 高橋コースケ （たかはし　こうすけ）（マニピュレーター）* Twitter
 松尾篤佳 （まつお　あつよし）（ドラム）* Twitter
 サカイヒロユキ （サカイ　ヒロユキ）（ベース）* Twitter
 原周平 （はら　しゅうへい）（ギター）* Twitter

### 過去のメンバー
師崎洋平 （もろざき　ようへい）（ギター）
 齋藤孝 （さいとう　たかし）（ベース）

## 歴史

### 2016年
- 1月20日　自主レーベル設立後初めてとなる音源、4th mini Album「Humanizer」をリリース(Active-Standby Records)。
- 1月31日　レコ発ツアー「Humanizer Tour 2016」スタート。

### 2015年
- 1月　「GRANDLINE2015 supported FM AICHI」出演。
- 3月27日　a crowd of rebellionレコ発ツアー「♯acor "The Crow" tour」渋谷クアトロ公演に出演。
- 3月29日　約1年ぶりとなるワンマンライブを下北沢ReGで開催。
- 4月　COMIN'KOBE2015出演。この年は後夜祭にも出演。
- 5月　sfpr、THE GAME SHOPとの3マンツアー「TRI-ALIVE」を東名阪で主催。
- 6月　AIR SWELL「MYCYLINDERs TOUR」2公演出演。
- 7月　NoisyCellのレコ発ツアー「"Sources" Release Party」2公演出演。
- 8月29日　渋谷サイクロンにて、自主企画「-LANDLINE All Night SP-」を開催。原周平の正式加入を発表。
- 10月　アメリカ・ロサンゼルスにて開催されたJAPAN EXPO LAに出演。前夜祭ではロサンゼルスにあるUTBホールで、日本人ロックバンドとして初めてライブを行った。
- 10月27日　渋谷チェルシーホテルにて、septaluck、Silhouette from the Skylitとの3マンを開催。
- 11月　自主レーベル「Active-Standby Records」設立。
- 12月　SAMMYから発売されたぱちんこCRキャプテンハーロックとタイアップし、書下ろし2曲を含む3曲を提供。

### 2014年
- 3月　Ba.齋藤 孝脱退。
- 4月　「COMIN'KOBE'14」出演。この年は前夜祭にも出演。
- 5月　sfpr、THE GAME SHOPとの3マンツアー「TRI-ALIVE」を東名阪で主催。
- 7月　Gt.師崎 洋平脱退。
- 7月　サカイヒロユキが正式メンバーとして加入。
- 9月　「Fear,and Loathing in Las Vegas "PHASE2" Release Tour」九州シリーズに帯同。
- 10月　「girugamesh 2014-2015 tour “gravitation”」の6公演に出演。
- 10月　STUDIO COASTにて開催されたSABBAT13主催「SABBAT NIGHT2014 13TH ANNIVERSARY BASH」に出演。

### 2013年
- 1月　「PULSE Tour 2013」を行い、全国24か所を回る。
- 4月　「COMIN' KOBE 13」出演。
- 5月　「SiM "EViLS TOUR 2013"」の2公演に出演。
- 6月　「LACHIC presents SAKAE SP-RING 2013」出演。
- 10月　3rd Mini Album「ALTERNATIVE WORLD」リリース。(RUN RUN RUN RECORDS)
- 10月　上田が鎖骨を骨折。
- 12月　「ALTERNATIVE WORLD TOUR 2013-2014」と題して全国19か所を回る。

### 2012年
- 1月17日　2nd Mini Album「Binary Monolith」をリリース。(RUN RUN RUN RECORDS)パイロット曲である「CRACK」は、日本テレビで放送されていたハッピーMusicでパワープレイとなる。
- 1月　「Binary Monolith Tour 2012」として、全国15か所を回るツアーを行う。
- 6月　渋谷eggmanにて主催イベント「Exhibitionist!」を開催。
- 8月　1st Single「STARGAZER」をリリース。(RUN RUN RUN RECORDS)
- 9月23日　渋谷Starloungeにて自主企画「Exhibitionist! vol.2」をバンド史上初のワンマンライブとして行う。
- 12月11日　1st Full Album「PULSE」をリリース。(RUN RUN RUN RECORDS)

### 2011年
- 4月19日　1st Mini Album「alpha」をリリース。(RUN RUN RUN RECORDS)
- 5月　「alpha Tour」として、全国13か所を回るツアーを行う。
- 11月　マニピュレーターとして高橋コースケが加入。

### 2010年
- バンド結成。

## ミュージックビデオ
| 監督         | 曲名                                                               |
| 小嶋貴之     | 「CRACK」「STARGAZER」「and Cry」「Alternative World」「Paralyze」 |
| LD&K Records | 「LIFE」                                                           |
| 関和亮       | 「Mark Up(for days)」                                              |

## タイアップ
| 曲名             | タイアップ                              |
| ---------------- | --------------------------------------- |
| 絶望失望デイズ   | SAMMY「ぱちんこCRキャプテンハーロック」 |
| Sail for freedom | SAMMY「ぱちんこCRキャプテンハーロック」 |
| Follow Me        | SAMMY「ぱちんこCRキャプテンハーロック」 |

## 主なライブ

### ワンマンライブ・主催イベント
- 2012年02月11日〜04月14日 - JAWEYE 『Binary monolith TOUR 2012』
w/nano sound museum / sfpr / 04 Limited Sazabys / 1000say / AFRICAEMO / chicken head maker / ROACH / susquatch / The ChronoHEAD / 白 -shiro-
- 2012年06月01日 - JAWEYE Presents Exhibitionist!
w/winnie / SAY MY NAME.
- 2012年09月23日 - JAWEYE 1st ONE-MAN LIVE!!「Exhibitionist! vol.2」-STARGAZER Release Party-
- 2013年01月05日〜04月07日 - PULSE TOUR 2013
w/DOOKIE FESTA / ircle / KEYTALK / sfpr / A little risky / ADAM at / AIR SWELL / IVORY7 CHORD / My Last December / ROOKiEZ is PUNK'D / T.I.P / The Game Shop / YOUR LAST DIARY
- 2013年12月15日〜2014年02月14日 - ALTERNATIVE WORLD TOUR 2013-2014
- 2015年03月29日 - JAWEYE One-Man-Live "Re-QUEST"
- 2016年01月31日〜03月27日 - JAWEYE Humanizer Tour 2016

### 出演イベント
- 2011年10月14日 - MINAMI WHEEL 2011
- 2011年11月18日 - kill the music vol.4
- 2012年05月12日・13日 - UNCHAIN 5th Album Release Tour 「Eat The Moon Parade」
- 2012年05月15日 - nano sound museum "no escaping TOUR 2012-spring-"
- 2012年07月06日 - knotlamp my world TOUR 2012
- 2012年07月13日 - GARI Presents SYNC≦think≧SINK vol.2
- 2012年08月11日 - TREASURE05X 2012 ～glowing treasure 1st day～
- 2012年08月12日 - Well Over
- 2012年08月17日 - SOUND SYNERGY
- 2012年09月08日 - JAWEYE/チェルシーライオット vol.1～うまい、うますぎる十万石ライブ～
- 2012年10月12日 - MINAMI WHEEL 2012
- 2012年10月18日〜24日 - knotlamp Geoglyph TOUR 2012
- 2012年10月26日 - SABBAT NIGHT 2012 EXTRA
- 2012年10月28日 - supernova presents『delta wing』
- 2012年11月04日 - UMBERBROWN presents ～DESTINATION TOUR2012～TOUR FINAL
- 2012年11月07日 - SWANKY DANK presents"THE LOVE WAS GONE…"TOUR 2012-2013
- 2012年11月11日 - JAWEYE & ReG Presents 「LANDLINE」
- 2012年11月18日 - GRANDLINE 2012
- 2012年11月22日 - MORTAR RECORD presents「KEYTALK」リリース前哨戦ギグ
- 2012年12月08日 - SABBAT NIGHT 2012
- 2012年12月31日 - AdamanTIGHT!! 年末SPECIAL!!!～ReG COUNTDOWN 2012-2013～
- 2013年03月01日 - SUPERNOVA × 下北沢ReG presents
- 2013年04月20日 - 夢チカLIVE Vol.86
- 2013年06月09日 - SAKAE SP-RING 2013
- 2013年06月27日 - THE WILD ONE
- 2013年08月20日 - SOUND SHOCK 2013
- 2013年08月23日 - TREASURE05X 2013 10th Anniversary ～the crimson show～
- 2013年09月13日 - SWANKY PLAY GROUND ～Listen to the Radio tour～
- 2013年10月05日 - MEGA☆ROCKS 2013
- 2013年10月14日 - MINAMI WHEEL 2013
- 2013年10月26日 - 音生サーキット 2013 HALLOWEEN SPECIAL
- 2013年11月21日 - SiM PANDORA TOUR 2013-2014
- 2013年11月27日 - JAWEYE & UPLIFT SPICE合同アウトストアライブ
- 2013年11月30日 - SKULLSHIT presents SKULLMANIA Vol.8
- 2013年12月20日 - ソライアオ [b]luest tour2013-2014
- 2014年03月11日 - MASTER PEACE 2014
- 2014年03月20日 - [NOiD] vol.33
- 2014年03月23日 - SKALL HEADZ pre. GACHA GACHA POMP!! vol.3
- 2014年03月25日 - HaKU Spring Riot TOUR 14
- 2014年04月29日 - COMIN'KOBE14
- 2014年06月01日 - TRI-ALIVE
- 2014年06月28日・30日 - SWANKY DANK presents SWANKY DANK "Circles" tour
- 2014年07月12日 - TOKYO BOOTLEG CIRCUIT'14
- 2014年08月17日 - TREASURE05X 2014 ～summer triangle～
- 2014年09月06日 - ドラマチックアラスカ アラスカナイズツアー vol.3
- 2014年09月18日・20日・21日・23日 - Fear, and Loathing in Las Vegas "PHASE 2"Release Tour
- 2014年09月27日 - Septaluck pre. "SIT BACK THE LUCK vol.5"
- 2014年10月04日〜11月06日 - girugamesh 2014-2015 tour "gravitation"
- 2014年10月26日 - SABBAT NIGHT 2014 13th ANNIVERSARY BASH
- 2015年01月18日 - GRANDLINE 2015
- 2015年02月01日 - ThumbUp 6th Anniversary SPECIAL LIVE ～OPEN DAY～
- 2015年03月07日・21日 - Septaluck "Diamond Tour 2015"
- 2015年03月15日 - Effected ☆ fuck ups
- 2015年04月03日 - THIS MORNING DAY pre. Daybreak Calling vol.19
- 2015年04月13日・14日・16日・28日 - ジェッジジョンソン TOUR2015[TECHNICAL BREAKS DOWNER]
- 2015年04月29日 - COMIN'KOBE15
- 2015年07月08日・12日 - NoisyCell "Sources" Release tour
- 2015年07月11日 - TOKYO BOOTLEG CIRCUIT'15
- 2015年09月21日 - フリ放題2015
- 2015年10月08日 - FAT PROP presents"Ema B-day eve Fest"
- 2015年10月24日 - Xmas Eileen "SORRY WHO AM I ?" release tour
- 2015年11月15日 - a crowd of rebellion "Daphne tour"～激烈神話! エロスの全国大暴走編～
- 2015年11月27日 - "BonVoyage" release EVENT the Ardbeg presents "KILL YOUR IDOL"
- 2015年12月31日 - FUCKIN'ON JAPAN FES 1516
- 2016年02月07日 - でらロックフェスティバル 2016
- 2016年02月27日・29日 - FAT PROP「Leap of Faith」Release Tour
- 2016年03月05日 - 見放題東京2016
- 2016年03月12日 - TENJIN ONTAQ 2016
- 2016年03月18日 - MUSIC BOX × JAWEYE
- 2016年05月03日 - GOLD RUSH2016 京都編
- 2016年05月04日 - GOLD RUSH2016
- 2016年05月15日 - GLORY HILL presents SAVE THE FREEDOM NAGOYA2016
- 2016年06月26日 - 251 Presents AND POINTED Vol.105 Supported By JUNGLE LIFE
- 2016年07月29日 - Septaluck "MEMORIES and FUTURE" M.a.F TOUR
- 2016年08月1?日 - DISCO INFERNO 2016
- 2016年09月17日 - TOKYO CALLING 2016